# PSG Talon
PSG Talon était une équipe Esport du jeu League of Legends issue d'un partenariat entre PSG Esports et Talon Esports. L'équipe League of Legends originale de Talon Esports a été fondée le 18 décembre 2019.
En 2025, Talon Esports et le Paris Saint-Germain annoncent la fin de leur partenariat, l'équipe continue la compétition sous le nom Talon Esports.
Le PSG Talon participait à la Pacific Championship Series (PCS), la ligue de haut niveau de League of Legends qui regroupait Taïwan, Hong Kong, Macao, l'Asie du Sud-Est (hors Vietnam), l'Océanie (depuis 2023), et le Japon (depuis 2024),. L'équipe détient huit titres PCS, remportant leur dernier le 1er septembre 2024,.
En 2025, la PCS a été remplacée par la LCP (League of legends Championship of the Pacific). Si la PCS était le championnat taïwanais, les meilleurs équipes japonaises et océaniennes avaient des places en phase de play-off. La LCP regroupe toutes ces équipes, jouant à l'année à Taipei.

## Histoire

### Fondation
L'entreprise de jeux vidéo Riot Games a annoncé le 19 décembre 2019 que Talon Esports serait l'une des dix équipes participant à la nouvelle série de championnats du Pacifique,,. Le premier joueur de Talon Esports a été annoncé le 1er janvier, avec le top laner Su « Hanabi » Chia-hsiang en provenance de Flash Wolves. Au cours des jours suivants, le reste de la liste a été annoncé : les joueurs sud-coréens Kim « River » Dong-woo et Kim « Candy » Seung-ju rejoint l'équipe en tant que jungler et mid laner respectivement, tandis que le bot le duo de voies de Wong « Unified » Chun-kit et Ling « Kaiwing » Kai-wing a été acquis de Hong Kong Attitude.

### Saison 2020
Talon Esports a terminé troisième de la saison du printemps, se qualifiant pour le premier tour des séries éliminatoires dans le tableau des vainqueurs. Après avoir balayé l'équipe Nova Esports au premier tour, Talon Esports a ensuite inversé le balayage ahq eSports Club au second. Cela a qualifié le club pour le match des demi-finales dans le tableau des vainqueurs, qu'ils ont perdu contre Machi Esports dans une autre série serrée. Cela a forcé Talon Esports à jouer dans le match de demi-finale dans le groupe des perdants pour une autre chance de se qualifier pour la finale, ce qu'ils ont fait après avoir battu de justesse ahq une fois de plus. Talon Esports a réussi à remporter son match revanche avec Machi Esports en finale, remportant son premier titre lors de sa première division.
Le 18 juin 2020, Talon Esports a annoncé que son équipe League of Legends s'était associée à PSG Esports et concourrait désormais sous le nom de PSG Talon,. Le mid laner Park « Tank » Dan-won a été amené en remplacement de la division estivale, mais a ensuite été promu au poste de départ après le départ de Candy le 9 juillet 2020.
Dans une répétition de la division de printemps, le PSG Talon a terminé troisième de la saison régulière d'été, a balayé Nova Esports au premier tour du tableau des vainqueurs et a battu ahq eSports Club au second. Le PSG Talon a réussi à vaincre Machi Esports lors d'un match revanche serré en demi-finale, qualifiant l'équipe pour la finale d'été et le Championnat du monde 2020. Le PSG Talon a ensuite affronté à nouveau Machi Esports lors d'un match revanche des finales de printemps; cependant, cette fois, Machi Esports a balayé le PSG Talon, forçant le PSG Talon à commencer la phase de play-in des Mondiaux en tant que deuxième tête de série du PCS.
Lors du Worlds Group Draw Show 2020, il a été révélé que River et Tank ne pourraient pas assister à la phase de play-in en raison de visas retardés, et que Hsiao « Kongyue » Jen-tso et Chen « Uniboy » Chang-chu seraient prêtés d'ahq eSports Club pour les remplacer. L'organisation l'a confirmé dans une annonce officielle le lendemain et a en outre déclaré qu'Unified ne serait pas non plus en mesure de participer à la première moitié de la phase de play-in pour la même raison. Chen « Dee » Chun-dee a été prêté par Machi Esports pour remplacer Unified.
Malgré le début de la phase de « play-in » avec trois remplaçants d'urgence, le PSG Talon a remporté ses deux matchs lors de la première journée de compétition, dont une victoire surprise sur les favoris du groupe LGD Gaming. Le PSG Talon a ensuite dominé son groupe après avoir remporté un match décisif contre les Unicorns of Love, qualifiant l'équipe pour l'événement principal du tournoi. Le PSG Talon a été placé dans le groupe B pour l'événement principal, aux côtés de DAMWON Gaming de Corée du Sud, de JD Gaming de Chine et de Rogue d'Europe. Le PSG Talon a terminé troisième de son groupe avec un record de 2 à 4 victoires-défaites, mettant fin à sa course aux Mondiaux.
Le PSG Talon a annoncé le départ de Tank le 31 octobre 2021 et la signature de Huang « Maple » Yi-tang en remplacement le 10 décembre.

### Saison 2021
Le PSG Talon a terminé premier de la saison régulière de printemps, ne perdant qu'un seul match face à la deuxième place de Beyond Gaming. Le placement de l'équipe en saison régulière leur a valu un laissez-passer en séries éliminatoires pour le deuxième tour du tableau des vainqueurs, où ils ont balayé l'équipe J. En demi-finale du tableau des vainqueurs, le PSG Talon a balayé Beyond Gaming et s'est qualifié pour sa troisième finale PCS consécutive. Là, le PSG Talon a de nouveau balayé Beyond Gaming, remportant son deuxième titre PCS et se qualifiant pour le Mid-Season Invitational 2021 (MSI 2021).
Le PSG Talon a annoncé le 25 février qu'Unified ne participerait pas au Mid-Season Invitational 2021 en raison de complications de santé. Le propriétaire de Beyond Gaming, Xue « Dinter » Hong-wei, a personnellement contacté le PSG Talon avant l'annonce et a proposé de prêter le bot laner de son équipe, Chiu « Doggo » Tzu-chuan, pour la durée du tournoi. Ce transfert temporaire a ensuite été approuvé par Riot Games.
Pour la phase de groupes du MSI 2021, le PSG Talon a été placé dans le groupe B, aux côtés des MAD Lions européens, des paiN Gaming brésiliens et des Wildcats turcs d'Istanbul. Le PSG Talon a terminé deuxième de son groupe, ne perdant que deux matchs contre les MAD Lions, premier, et s'est qualifié pour la phase « rumble » du tournoi. Le PSG Talon a terminé troisième sur six équipes dans la phase de grondement, se qualifiant pour la phase à élimination directe. En demi-finale, le Royal Never Give Up de Chine a éliminé le PSG Talon du tournoi après une série de quatre matchs.
| Classement | Événement                           | Résultat final (W–L)                            |
| ---------- | ----------------------------------- | ----------------------------------------------- |
| 3e         | Split de printemps PCS 2020         | 13–5                                            |
| 1er        | Éliminatoires du printemps PCS 2020 | 3–2 (contre Machi Esports )                     |
| 3e         | Division d'été PCS 2020             | 14–4                                            |
| 2e         | Éliminatoires d'été PCS 2020        | 0–3 (contre Machi Esports)                      |
| 9 au 12    | Championnat du monde 2020           | 2–4 (phase de groupes de l'événement principal) |
| 1er        | Split de printemps PCS 2021         | 17–1                                            |
| 1er        | Éliminatoires du printemps PCS 2021 | 3–0 (contre Beyond Gaming )                     |
| 3e–4e      | Invitation mi-saison 2021           | 1–3 (contre Royal Never Give Up )               |
| 1er        | Division d'été PCS 2021             | 18–0                                            |
| 1er        | Éliminatoires d'été PCS 2021        | 3–2 (contre Beyond Gaming)                      |
| 9 au 12    | Championnat du monde 2021           | 3–3 (phase de groupes de l'événement principal) |